# 上竹镇
上竹镇，是中华人民共和国陕西省安康市镇坪县下辖的一个乡镇级行政单位。

## 行政区划
上竹镇下辖以下地区：
大坝村、松坪村、中心村、湘坪村、庙坝村和发龙村。